# Myrmelachista schumanni
Kiến ác quỷ (Danh pháp khoa học: Myrmelachista schumanni) là một loài kiến trong họ Formicidae, chúng còn được gọi là Kiến ác quỷ vì chúng sống ở những "vườn quỷ" ở rừng rậm Amazon quanh năm chỉ có một loài cây duy nhất Duroia hirsuta. Chính những con kiến sống ký sinh trên đó đã giết chết tất cả các loài thực vật khác trừ cây chủ.

## Cộng sinh
Kiến Myrmelachista schumanni sống trong các hốc cây để tránh kẻ thù và sự biến đổi thời tiết. Chúng giết tất cả các loài thực vật, trừ cây chủ của mình, bằng cách tiêm axit fomic vào lá cây. Bằng cách đó, chúng giúp cây chủ của mình phát tán. Những khu vườn như vậy có hơn 300 cây thọ hàng trăm tuổi và hàng triệu con kiến. Các con kiến đã cắn một lỗ trên lá và để lại giọt axit fomic từ trong bụng mình. Hệ thống mạch trong cây đưa axit đi khắp nơi. Và chỉ sau vài giờ tấn công, những vùng loang sẫm xuất hiện trên gân lá.